# Neptis nivalis
Neptis nivalis är en fjärilsart som beskrevs av Talbot 1932. Neptis nivalis ingår i släktet Neptis och familjen praktfjärilar. Inga underarter finns listade i Catalogue of Life.